# Viva Las Vegas (chanson)
Singles de Elvis Presley
Kissin' Cousins
/ It Hurts Me
(1964) Such a Night /
Never Ending
Viva Las Vegas est une chanson de Doc Pomus et Mort Shuman interprétée par Elvis Presley dans le film Viva Las Vegas, sorti aux États-Unis le 20 mai 1964.
Avant la sortie du film, le 28 avril 1964, la chanson est sortie en single. Elle est également incluse dans l'EP de la bande originale de ce film.

## Histoire
La chanson a été originellement enregistrée par Elvis Presley. Il l'a enregistrée avec les Jordanaires le 10 juillet 1963 pendant les sessions d'enregistrement pour le film Viva Las Vegas au studio Radio Recorders à Hollywood.

## Reprises
La chanson a été notamment reprise par le groupe ZZ Top, dont la version inédite a été incluse dans leur album des meilleurs succès Greatest Hits, sorti le 14 avril 1992. Les Dead Kennedys en ont aussi fait une reprise pour leur premier album Fresh Fruit for Rotting Vegetables (1980).

## Utilisation dans d'autres médias
La chanson a été reprise en 2010 dans le jeu vidéo Just Dance 2.
La chanson a été adoptée comme musique de célébration des Golden Knights de Vegas de la Ligue nationale de hockey (LNH) lors de leurs victoires au T-Mobile Arena, et a été jouée lors de leur défilé de victoire après la finale de la Coupe Stanley 2023.
Lors de la cérémonie de remise des trophées du Super Bowl LVIII à l'Allegiant Stadium, Travis Kelce, un « tight end » (ailier rapproché) des Chiefs de Kansas City victorieux, a « entonné un refrain improvisé et irrégulier » de la chanson.